# Slithorens
De slithorens (Pleurotomariidae) zijn een familie van grote slakken uit de clade Vetigastropoda. De soorten leven in de zee op een diepte van 2000 tot 3000 meter onder het wateroppervlak.
De naam slithorens slaat op de opvallende gleuf (slit) in de schelp. Bij de verwante familie gathorens is ook een sleuf aanwezig, maar deze vervormt tot een opening in de schelp die zich naarmate de slak groter wordt verplaatst naar het midden van de schelp.

## Taxonomie
De familie slithorens bestaat uit de volgende geslachten:
- Geslacht Bayerotrochus Harasewych, 2002
- Geslacht Entemnotrochus Fischer, 1885
- Geslacht Mikadotrochus Lindholm, 1927
- Geslacht Perotrochus Fischer, 1885
- † Geslacht Pleurotomaria Sowerby, 1821
- † Geslacht Rasatomaria Pieroni & Nützel, 2014